# Порода Бульдог (фильм)
«Порода Бульдог» (другое название — «Питкин из породы бульдогов») (англ. The Bulldog Breed) — британский комедийный фильм, снятый режиссёром Робертом Эшером в 1960 году на студии The Rank Organisation с Норманом Уиздомом в главной роли.
Премьера фильма состоялась 13 декабря 1960 года.

## Сюжет
Норман Пакл, неуклюжий помощник бакалейщика, добродушный, неудачник по жизни, ничего не может сделать правильно. Будучи отвергнутым Марлен, девушкой в которую он влюблён, герой фильма пытается покончить жизнь самоубийством, но не может даже этого сделать успешно. От прыжка со скалы его спасает старшина Королевского флота. Он уговаривает Пакла вступить в ВМФ Великобритании, где он встретит «множество хорошеньких девушек».
Однако жизнь на флоте оказывается не такой радужной, как ему было обещано, и Пакл терпит неудачу за неудачей при выполнении каждой задачи во время базовой подготовки к службе. Но, несмотря на это, адмирал, отвечающий за ракетный проект, считает его «типичным средним британским моряком» и выбирает его первым человеком, которому поручено совершить полёт в космос на экспериментальной ракете.
Пакл терпит и тут неудачу и предстает перед военным трибуналом, но успешно умоляет дать ему последний шанс проявить себя. Случайно он занимает место космонавта и покидает Землю на экспериментальной ракете. Столь же случайно ему удается вернуться. Он совершает аварийную посадку на тихоокеанском острове и попадает в объятия красивой местной девушки-островитянки.

## В ролях
- Норман Уиздом — Норман Пакл, моряк-новобранец
- Иэн Хантер —  адмирал сэра Брайанстон Блит
- Дэвид Лодж —  старшина ВМФ
- Роберт Уркхарт —  командир Клейтон
- Эдвард Чепмен —  мистер Филпотс
- Эдди Бирн — Филкинс
- Питер Джонс — инструктор по дайвингу
- Джон Ле Мезюрье — прокурор
- Теренс Александр — защитник
- Сидни Тафлер —  владелец катера
- Гарольд Гудвин —  Берт Эйнсворт
- Джонни Бриггс — Джонни Нолан
- Френк Уильямс — мистер Каррутерс
- Джо Робинсон — рослый моряк
- Лиз Фрейзер — девушка из NAAFI
- Клэр Гордон — Пегги
- Майкл Кейн — моряк (в титрах не указан)
- Оливер Рид — мальчик Тедди (в титрах не указан)
- Уильям Роач — оператор космического центра
- Шейла Хэнкок —  Дорис